# Altavoz de cinta

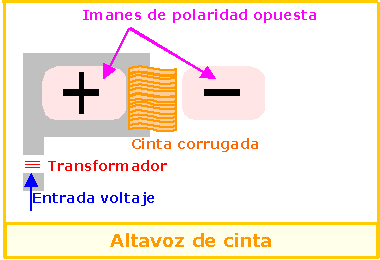
Esquema de un altavoz de cinta.

Un altavoz de cinta es un transductor electroacústico utilizado para la reproducción de sonido con un funcionamiento similar al altavoz dinámico, se diferencian principalmente en que en lugar de una bobina, el núcleo es una cinta corrugada.

## Características
La membrana es una fina lámina corrugada de aluminio (cinta) colocada en posición vertical y situada entre dos potentes imanes permanentes. La lámina tiene adheridas unas tiras conductoras que cuando reciben la señal eléctrica, generan una corriente en los conductores que reacciona con el campo magnético del imán, creándose en la lámina una fuerza magnética que la desplaza para un lado u otro dependiendo del sentido de la corriente. Éste desplazamiento de la membrana crea unas ondas acústicas que reproducen el sonido inicial que creó la corriente eléctrica. 
El funcionamiento como micrófono es similar, al poder circular libremente en el conductor los electrones de valencia, de la nube de electrones propia del enlace metálico, cuando el conductor de la membrana es movido por las ondas acústicas, dentro del campo magnético del imán, éste crea una fuerza electromotriz en el conductor, propiciando una corriente eléctrica. De esta forma la energía mecánica de las ondas del sonido se convierte a una corriente eléctrica, la misma puede amplificarse para obtener el sonido que recibió la membrana.
Para que sean eficaces, sobre todo en lo que se refiere a bajas frecuencias, el panel que contiene todo el mecanismo debe tener una superficie considerable.
No se utilizan en gran medida, debido a que el nivel sonoro de salida es bajo por lo que necesita ser amplificado por una bocina.
Los principios de los altavoces de cinta se emplean en ocasiones para el altavoz de agudos (tweeters) o para el gran altavoz de banda ancha.